# Gilman (Iowa)
Pour les articles homonymes, voir Gilman.
Gilman est une ville du comté de Marshall, en Iowa, aux États-Unis. Elle est fondée en 1870 et incorporée le 24 avril 1876.

## Source de la traduction
- (en) Cet article est partiellement ou en totalité issu de l’article de Wikipédia en anglais intitulé « Gilman, Iowa » (voir la liste des auteurs).